# Isobuttersäurepropylester
Isobuttersäurepropylester ist eine chemische Verbindung aus der Gruppe der Carbonsäureester.

## Vorkommen
Isobuttersäurepropylester kommt natürlich in verschiedenen Naturprodukten wie Äpfeln, Oliven, Affenorangen, Käse, Honig, Hopfenöl und Kamillenöl vor.

## Gewinnung und Darstellung
Isobuttersäurepropylester kann durch Reaktion von Propylalkohol mit Isobuttersäure in Gegenwart von Schwefelsäure gewonnen werden.

## Eigenschaften
Isobuttersäurepropylester ist eine farblose Flüssigkeit mit ananasähnlichem Geruch, die schwer löslich in Wasser ist. In einer Konzentration von 5 bis 15 ppm ist ihr Geschmack süß und fruchtig, mit Zitrusmelonen-Nuancen.

## Verwendung
Isobuttersäurepropylester wird als Geruchs- und Aromastoff verwendet.

## Sicherheitshinweise
Die Dämpfe von Isobuttersäurepropylester können mit Luft ein explosionsfähiges Gemisch (Flammpunkt 27 °C) bilden.